# Azil politic
Azilul politic reprezintă acordarea de către un stat a dreptului de intrare și de ședere pe teritoriul său a unei persoane străine, persecutate în țara sa pentru convingerile politice, respectiv statutul pe care îl poate primi un cetățean străin care riscă în țara sa un tratament discriminatoriu sau chiar inuman datorat convingerilor politice.
Noțiunea de azil politic mai poate fi definită ca fiind o instituție juridică de drept internațional, menită să asigure respectarea drepturilor fundamentale ale omului, asigurându-i condițiile legale de a se așeza pe teritoriul altui stat și de a beneficia de drepturi și obligații, conform normelor interne ale acelui stat, atunci când nu se poate bucura de aceste drepturi în țara sa de origine sau în țara de reședință, datorită persecuțiilor cu caracter politic la care este supus.
Dreptul la azil a fost fixat pentru prima dată în Constituția Franței din anul 1793, în conformitate cu care se acorda “azil străinilor izgoniți din patria lor pentru cauza libertății”.
În schimb, azilul politic nu este definit nici de normele internaționale, nici de cele regionale în materie. Nici când se tratează problema azilului teritorial nu se realizează definirea acestuia.
Noțiunea de azil politic, apreciată ca o instituție de drept umanitar, impune aprecierea certă a corelației care trebuie să se nască între această instituție și cea de cetățean, de străin și de apatrid, dintre noțiunea de azil politic și cea a extrădării sau a expulzării.

## Situația în România
Constituția României, în Articolul 18, „Cetățenii străini și apatrizii” prevede că în România  Dreptul de azil se acordă și se retrage în condițiile legii, cu respectarea tratatelor și a convențiilor internaționale la care România este parte.
Legea nr. 122/2006 privind azilul în România cuprinde, în mod expres, principiile și garanțiile procedurale aplicabile în domeniul azilului ca: asigurarea accesului la procedura de azil oricărui cetățean străin sau apatrid care solicită protecția statului român, nediscriminarea pe considerente de rasă, naționalitate, etnie, limbă, religie, categorie socială, convingeri, sex, orientare sexuală, vârstă, handicap, boală cronică, apartenență la o categorie defavorizată, situație materială, statut la naștere sau dobândit ș.a;, nereturnarea – care  prevede faptul că împotriva solicitantului de azil nu poate fi luată măsura expulzării, extrădării  sau a returnării forțate de la frontieră ori de pe teritoriul României, respectarea principiului unității familiei, confidențialitatea datelor și a informațiilor referitoare la cererea de azil, respectarea interesului superior al copilului, garanții privind minorii neînsoțiți, prezumția de bună-credință.